# Mitsuhiro Yanagida
Mitsuhiro Yanagida (柳田充弘, Yanagida Mitsuhiro), né le 4 avril 1941 à Tokyo, est un biologiste moléculaire japonais, professeur et doyen de la Graduate School of Biostudies de l'université de Kyoto,.
Il est élu membre étranger de la Royal Society le 11 mai 2000.

## Biographie
Diplômé de l'université de Tokyo avec un doctorat en sciences, il étudie ensuite à Genève (Suisse). Il est maintenant chercheur principal de l'unité cellulaire G0 du collège doctoral de science et technologie d'Okinawa.
Il est membre honoraire de la Society of Biology britannique.

## Source de la traduction
- (en) Cet article est partiellement ou en totalité issu de l’article de Wikipédia en anglais intitulé « Mitsuhiro Yanagida » (voir la liste des auteurs).